# Hrabstwo Clay (Missisipi)
Hrabstwo Clay (ang. Clay County) – hrabstwo w stanie Missisipi w Stanach Zjednoczonych. Obszar całkowity hrabstwa obejmuje powierzchnię 416,02 mil² (1077,49 km²). Według szacunków United States Census Bureau w roku 2009 miało 20 722 mieszkańców.
Hrabstwo powstało w 1872 roku.

## Miejscowości
- West Point[4]

| Populacja hrabstwa w poprzednich latach | Populacja hrabstwa w poprzednich latach |
| Rok                                     | Liczba ludności                         |
| --------------------------------------- | --------------------------------------- |
| 1980                                    | 21 038                                  |
| 1990                                    | 21 120                                  |
| 2000                                    | 21 979                                  |
| 2005                                    | 21 223                                  |